# Koji Watanabe
Pour les articles homonymes, voir Watanabe.
Kôji Watanabe, né en 1964 dans la préfecture de Gifu (Japon), docteur ès lettres, est un médiéviste japonais. Depuis 1998, il enseigne la langue et la littérature françaises à l’université Chūō à Tokyo au Japon. Ses travaux portent principalement sur le roman arthurien et la civilisation celtique. Il s’intéresse également à la mythologie eurasiatique.

## Biographie
Titulaire du D.E.A. à l’Université Stendhal (Grenoble 3) en 1993.
Docteur ès lettres de 3e cycle à l’Université de Nagoya en 1996.
Chargé de cours titulaire à l’Université des Langues Etrangères de Nagoya (de 1995 à 1997).
Maître de conférences à l’Université des Langues Etrangères de Nagoya (de 1997 à 1998).
Maître de conférences à l’Université Chuo (de 1998 à 2004).
Professeur titulaire de langue et littérature françaises à l’Université Chuo depuis 2004.

## Affiliations
- Stagiaire de la 38e session d'été du Centre d'études supérieures de civilisation médiévale (Université de Poitiers) (du 2 au 21 septembre 1991)
- Correspondant étranger du Centre de recherche sur l’imaginaire (Grenoble).
- Membre de la Branche japonaise de la Société internationale arthurienne (responsable de la bibliographie japonaise de 1997 à 1999).
- Membre de la Japan Society for Celtic Studies.
- Membre du Groupe de contact interuniversitaire G17  « Études celtologiques et comparatives ».

## Prix
Sa thèse consacrée aux romans de Chrétien de Troyes lui a valu de recevoir le Prix de la Société japonaise de langue et littérature françaises en 1997. Il a participé au livre de Douglas Kelly intitulé Chrétien de Troyes. An Analytic Bibliography, Supplement 1 (London, Tamesis, 2002). 
Le Prix de la Japan Society of Translators (JST) lui a été décerné ainsi qu'à ses collègues pour Le conte populaire français I, II, III et IV (Chuo University Press) en 2015.
Le Prix spécial de la Japan Society of Translators (JST) lui a été décerné ainsi qu'à son épouse pour la version japonaise du Dictionnaire de mythologie arthuriennede Philippe Walter (Hara-shobô) en 2018.

## Publications

### Études
- Introduction à l’étude des romans de Chrétien de Troyes: de l’approche rhétorique à l’approche mythologique, Tokyo, Chuo University Press, 2002, 433 p. (en japonais)
- Tous les hommes virent le même soleil. Hommage à Philippe Walter, Études réunies par Kôji Watanabe, Tokyo, CEMT Editions, 2002, 142 p. (en français)
- Voix des mythes, science des civilisations. Hommage à Philippe Walter, Fleur Vigneron et Kôji Watanabe (dir.), Peter Lang, 2012. (en français)
- Si est tens a fester. Hommage à Philippe Walter, Études réunies par Kôji Watanabe, Tokyo, CEMT Editions, 2022, 220 p. (en français et en anglais)
- The Sword and the Love. Studies on Medieval European Literature, Études réunies par Kôji Watanabe et Chiharu Fukui, Tokyo, Chuo University Press, Tome I, 2004, 268 p, et Tome II, 2006, 465 p. (en japonais)
- Studies on Heroic Poetry, Tokyo, Chuo University Press, Tome I (Études réunies par Kôji Watanabe et Chiharu Fukui), 2011, 240 p. et Tome II (Études réunies par Kôji Watanabe et Fumi Karahashi), 2017, 271p. (en japonais)
- Studies in Arthurian Literature from its Origins to the Present, Études réunies par Kôji Watanabe, Tokyo, Chuo University Press, 2016, 397 p. (en japonais)
- Studies in the Arthurian Legend : From the Middle Ages to Modern Times, Études réunies par Kôji Watanabe, Tokyo, Chuo University Press, 2019, 460 p. (en japonais)
- Fantastic Beings of the World : From Antiquity to Modern Times, Études réunies par Kôji Watanabe, Tokyo, Chuo University Press, 2024, 556 p. (en japonais)
- Illustrated Handbook of Arthurian Romance, livre publié sous la direction de Kôji Watanabe avec la collaboration de Camiyu Inc. (Miho Asano, Risa Araki, Kazue Aoki, Kaei Kitabatake, Hiroyasu Takizawa), Tokyo : X-Knowledge, 2024, 144p. (en japonais)
- 97 notices concernant 'Mythologie celtique' (Irlande, Pays de Galles, Gaule, littérature arthurienne), dans : Dictionary of gods and other mythical beings (Kami no bunkashi jiten)(sous la direction de K. Matsumura, K. Hirafuji et H. Yamada), Tokyo, Hakusuisha, 2013. (en japonais)
- 81 notices concernant 'Déesses et héroïnes celtiques' (Irlande, Pays de Galles, Gaule, littérature arthurienne), dans : The Encyclopedia of World Goddesses (Sekai megami dai jiten)(sous la direction de K. Matsumura, M. Mori et M. Okita), Tokyo, Hara-shobo, 2015, p. 334-389 (en japonais)
- ‘Le motif du sanglier dans les mythes et le folklore japonais’ dans : Mythologies du porc (Textes réunis par Philippe Walter), Jérôme Millon, 1999, p. 93-100. (en français)
- '<Paroemia> comme enjeu mythologique : à propos des études parémiologiques chez Chrétien de Troyes', Nagoya Studies in Humanities (Faculty of Letters, University of Nagoya), 24, 1995, p. 1-16.(en français)
- ‘Histoires étranges des hommes-tigres en Chine’(1)(2)(3), Journal of School of Foreign Languages (Nagoya University of Foreign Studies), 13, 1996, pp.83-97 ; 14, 1996, p. 78-86 ; 15, 1997, p. 139-163.(en français)
- ‘Traces de la légende du loup-garou (4 exemples de métamorphose animale en Asie)’, Nagoya Studies in Humanities (Faculty of Letters, University of Nagoya), 27, 1998, p. 99-107.(en français)
- ‘Bibliographie générale des études sur Chrétien de Troyes au Japon’, Bulletin d’Études Françaises de l’Université Chuo, 31, 1999, p. 1-21.(en français)
- ‘Le défilé de femmes mortes dans le Lai du Trot’, Iris, 18, 1999, p. 73-83. (en français)
- ‘Ye-xian. Une Cendrillon chinoise du IXe siècle’, Iris, 19, 2000, p. 151-155. (traduit du chinois en français).
- ‘Merlin et Sarutahiko : dieux de l’entre-deux-mondes, dieux-guides et dieux marins’, Iris, 21, 2001, p. 67-77. (en français)
- ‘Croquemitaine et namahage : la peur comme moyen éducatif et initiatique’ , Iris, 25, 2003, p. 137-145. (en français)
- 'L'hameçon et le mors, Hoori et Gauvain: essai sur le motif d'une pièce métallique permettant le mariage', dans : Tous les hommes virent le même soleil. Hommage à Philippe Walter, Tokyo, CEMT Editions, 2002, p. 133-140. (en français)
- ‘Parole surestimée / parole sous-estimée : à propos de la structure du Conte du Graal de Chrétien de Troyes’, Bulletin d’Etudes Françaises de l’Université Chuo, 36, 2004, p. 203-243.(en français)
- ‘La naissance des fantômes au Japon antique’ dans : Figures du fantastique dans les contes et nouvelles (dirigé par Francis CRANSAC et Régis BOYER), Publications Orientalistes de France, Association A la Rencontre d’Écrivains, octobre 2006, p. 54-65. Repris dans La grande oreille, revue des arts de la parole, 36, novembre 2008, p. 29-34. (en français)
- ‘Trébuchet, Wieland et Reginn. Le mythe du forgeron dans la tradition indo-européenne’ dans : Formes et difformités médiévales. Hommage à Claude Lecouteux (dirigé par Florence BAYARD et Astrid GUILLAUME), PUPS, juin 2010, p. 233-243. (en français)
- 'Le séjour dans l'Autre Monde et la durée miraculeuse du temps: essai de rapprochement entre le Lai de Guingamor et la légende d'Urashima', dans: Voix des mythes, science des civilisations, F. Vigneron et K. Watanabe (dir.), Peter Lang, 2012, p. 43-55. (en français)
- 'Les rites funéraires dans les romans arthuriens en vers des XIIe et XIIIe siècles ', dans: Mythes, rites et émotions : les funérailles le long de la Route de la soie, A. Caiozzo (dir.), Honoré Champion, 2016, p.51-71. (en français)
- ’Le chat dans Kokon chomon-jû. Trois anecdotes extraites de l'oeuvre compilée par Tachibana no Narisue et traduites du japonais en français’,  Iris [Online], 40, 2020  (en français): URL https://publications-prairial.fr/iris/index.php?id=1331
- 'Le chat-monstre dans Meigetsu-ki de Fujiwara no Teika : première occurrence du terme nekomata dans la littérature japonaise ?', Iris [Online], 41, 2021  (en français): URL https://publications-prairial.fr/iris/index.php?id=2275

### Conférences
- 27 août 2004 : 'Fantômes et revenants au Moyen Âge japonais', Neuvièmes Rencontres d’Aubrac - Aubracadabra : Figures du fantastique dans les contes et nouvelles à St-Chély d’Aubrac (Salle des fêtes)
- 16 novembre 2009 : 'Le séjour dans l’autre monde et la durée miraculeuse du temps : essai de rapprochement entre le lai de Guingamor et la légende d’Urashima', Université Stendhal (Grenoble III)
- 17 novembre 2009 : 'Mythologie du chat durant le Moyen Age japonais', Université Stendhal (Grenoble III)
- 5 février 2010 : 'Le séjour dans l’autre monde et la durée miraculeuse du temps : essai de rapprochement entre le lai de Guingamor et la légende d’Urashima', Université de Rennes II
- 8 mars 2013 : 'Les rites funéraires dans les romans arthuriens en vers : le cas de Chrétien de Troyes', Mythes, rites et émotions : les funérailles le long de la route de la soie, Université Paris 7 Denis Diderot, Amphithéâtre Buffon

### Traductions
- Chris Steele-Perkins, Afghansitan, Tokyo, Shobunsha, 2001. (en japonais)
- Jean Markale, Dictionnaire de Mythologie Celtique, Tokyo, Taishûkan-shoten, 2002, 237 p. (en japonais)
- Oppidum d’Entremont, Carnet de visite, Aix-en-Provence, Association Archéologique Entremont, 2003. (en japonais)
- Philippe Walter, Mythologie chrétienne, Tokyo, Hara-shobô, 2007, 298 + XXXIV p. (en japonais)
- 8 entrées générales et 214 notices rédigées par Philippe Walter, dans : Grand Dictionnaire des mythes et des légendes du mondce entier (Sekai shinwa densetsu dai jiten) (sous la direction de C. Shinoda et A. Maruyama), Tokyo, Bensei-shuppan, 2016 (en japonais)
- Paul Sébillot, Contes de terre et de mer, légendes de la Haute-Bretagne dans: Le conte populaire français, tome I, Tokyo, Chuo University Press, 2012. (en japonais)
- Charles Joisten, Contes populaires du Dauphiné, tome I (extraits) dans: Le conte populaire français, tome II, Tokyo, Chuo University Press, 2013. (en japonais)
- Charles Joisten, Contes populaires du Dauphiné, tome II (extraits) dans: Le conte populaire français, tome III, Tokyo, Chuo University Press, 2014. (en japonais)
- Albert Meyrac, Traditions, coutumes, légendes et contes des Ardennes (extraits) dans: Le conte populaire français, tome IV, Tokyo, Chuo University Press, 2015. (en japonais)
- Jean Fleury, Littérature orale de la Basse-Normandie (extraits) dans : Le conte populaire français, tome IV, Tokyo, Chuo University Press, 2015. (en japonais)
- Charles Thibault, Contes de Champagne (extraits) dans : Le conte populaire français, tome V, Tokyo, Chuo University Press, 2016. (en japonais)
- Philippe Walter, Dictionnaire de mythologie arthurienne, Tokyo, Hara-shobô, 2018, 500 p. (en japonais)
- Philippe Walter, Aspects mythiques du héros. Essais de mythologie eurasiatique I, Tokyo, Chuo University Press, 2019, 212 p. (en japonais)
- Philippe Walter, Mythes féminins d'Eurasie. Essais de mythologie eurasiatique II, Tokyo, Chuo University Press, 2021, 278 p. (en japonais)
- ‘La poésie japonaise au présent’, Europe (revue littéraire mensuelle), 815, mars 1997, p. 182-187: Hisaki Matsuura, ‘Premier Tirage’,‘Noyade’,‘Silhouettes renversées’,‘Recel’,‘Repos’,(traduit en français par K. Watanabe, P. de Vos, T. Nakajima et A. Struve-Debeaux) ; Takaaki Morinaka, ‘Méridien’,(traduit en français par K. Watanabe et A. Struve-Debeaux)
- ‘L'histoire de la mère de deux chasseurs qui se transforma en ogresse pour dévorer ses fils (Konjaku monogatari, tome XXVII, 22)’, Journal of School of Foreign Languages (Nagoya University of Foreign Studies), 15, 1997, p. 130-138.(en français)
- ‘Deux exemples de femmes-tigres tirés de Taiping guangji(Chien Pao Xuan Ren,Cui Tao)’, Journal of School of Foreign Languages (Nagoya University of Foreign Studies), 16, 1997, p. 88-94.(en français)
- ‘Le loup dans les Contes de Tono : 7 contes extraits de l'œuvre de Kunio Yanagita’, Journal of School of Foreign Languages (Nagoya University of Foreign Studies), 16, 1997, p. 95-103.(en français)
- ‘Maison des parents au fond de la montagne : Shen tu cheng (Taiping guangji 429 (Tigre-IV)’, Plume(Société des Etudes Françaises de Nagoya), 2, 1998, p. 45-53.(en français)

### Manuels de français
- Les Aventures de Koji, Tokyo, Surugadai-Shuppansha, 2000.
- La Règle du jeu, Tokyo, Surugadai-Shuppansha, 2007.

## Interprétariat: traductions des conférences françaises pour le public japonais
- 18 décembre 1995 : André Siganos, "Le Minotaure et l'Imaginaire du Labyrinthe" (Université des langues étrangères de Nagoya)
- 5 février 1998 : Philippe Walter, "Le Chevalier au Lion de Chrétien de Troyes : un roman mythologique" (Université Keio, Tokyo)
- 7 février 1998 : Philippe Walter, "A la recherche d'une mythologie eurasiatique" (Université des langues étrangères de Nagoya)
- 26 septembre 1998 : Philippe Walter, "Portrait mythologique du géant Hellequin" (Université de Nagoya)
- 8 septembre 1999 : Philippe Walter, "Roi Pêcheur ou roi-saumon? À propos d'un personnage du Conte du graal de Chrétien de Troyes" (Université Chuo, Tokyo)
- 16 juin 2001 : Stéphanie Bruno, "La gémellité féminine : sur les pas de la Déesse-mère - À partir du rapprochement du Genji Monogatari de Murasaki Shikibu et des lais de Le Frêne et d'Eliduc de Marie de France" (Université Chuo, Tokyo)
- 25 septembre 2001 : Philippe Walter, "Le crâne de l'ours : relique, idole, masque" (Université de Hokkaidô, Sapporo)
- 17 mai 2003 : Hamid Nedjat, "Visse et Râmine dans le miroir de la poésie lyrique persane" (Université Chuo, Tokyo)
- 20 novembre 2004 : Hamid Nedjat, "L'enseignement de Zarathoustra et son influence sur la culture persane à travers le Shâhnâmeh de Ferdowsi" (Université Chuo, Tokyo)
- 24 septembre 2005 : Hamid Nedjat, "Le soleil et ses représentations zoroastriennes et mythologiques dans la culture persane" (Université Chuo, Tokyo)
- 7 septembre 2007 : Philippe Walter, "A la recherche de la mythologie chrétienne du Moyen âge : mythes, mystères et croyances" (Université Chuo, Tokyo)
- 29 juillet 2008 : Philippe Walter, "L'oie et l'ours : généalogie imaginaire et mythe cosmogonique" (Université de Hokkaidô, Sapporo)
- 30 août 2010 : Philippe Walter, "L'inceste de Charlemagne et de sa sœur: essai d'herméneutique d'une rumeur historique au Moyen âge" (Université de Nagoya)
- 16 octobre 2010 : Armelle Leclercq, "Portraits croisés: l'image des Francs et des Musulmans dans les textes sur la première croisade" (Université Chuo, Tokyo)
- 30 octobre 2010 : Bénédicte Gorrillot, "L'écriture orphique de Jean Cocteau" (Université Chuo, Tokyo)
- 29 août 2011 : Philippe Walter, "Le Livre du Graal ou la genèse du cycle du Graal au XIIIe siècle : le cas du manuscrit de Bonn 526" (Université Chuo, Tokyo)
- 30 août 2011 : Philippe Walter, "Lug et les Lugoves : l'hagiographie médiévale comme source de la mythologie celtique" (Université Keio, Yokohama)
- 30 août 2012 : Philippe Walter, "Les douze batailles d'Arthur selon l'Historia Brittonum du pseudo-Nennius (IXe siècle) : tradition mythique et onomastique celtique" (Université Chuo, Tokyo)
- 26 et 28 août 2013 : Philippe Walter, "Conte, légende et mythe : notes sur trois notions-clés pour la mythocritique" (Université de Seinan-gakuin, Fukuoka ; Université Chuo, Tokyo)
- 21 septembre 2013 : Mireille Séguy, "Romans-pièges : les continuations du Conte du graal au XIIIe siècle" (Université de Meiji, Tokyo)
- 18 juillet 2015 : Natalia Petrovskaia, "Le personnage de Gauvain dans la littérature médiévale galloise" (Université Chuo, Tokyo)
- 9 septembre 2016 : Richard Trachsler, "Une épée de trop. À propos du roman Le Chevalier aux deux épées" (Université Chuo, Tokyo)
- 23 octobre 2019 : Asdis Rosa Magnusdottir, "La réception du Conte du graal en Scandinavie" (Université Chuo, Tokyo)
- 22 février 2023 : Philippe Walter, "Hachikazuki (ATU 510A), Cendrillon au Japon. Les spécificités japonaises d’un mythe eurasiatique de l’Aurore"(Université Chuo, Tokyo)
- 24 février 2023 : Philippe Walter, "Le corps monstrueux de la déesse : Mélusine et Toyotama" (Maison franco-japonaise de Tokyo)
- 25 février 2023 : Philippe Walter, "Un conte caché dans le Conte du Graal de Chrétien de Troyes : quel numéro de code dans le catalogue international ATU ?" (Université Chuo, Tokyo)
- 21 décembre 2024 : Jacqueline Leclercq-Marx,  "La Sirène entre mythe, littérature et iconographie (Antiquité et Moyen Age occidentaux)" (Université Chuo, Tokyo)

## Traduction des communications françaises à des colloques pour le public japonais
- 26-27 septembre 1998 : colloque « Mesnie-Hellequin, ancienne et moderne à travers le monde » (Université de Nagoya), C. Lecouteux « Discours d’ouverture »
- 5-7 janvier 1999 : colloque « Les Grandes Déesses » (Will Aichi et Université de Nagoya), A. Yoshida « La déesse primordiale » ; P. Walter « La Blanche Déesse. Epiphanies animales de la grande déesse celtique dans la matière de Bretagne »
- 11-12 septembre 1999 : colloque « Les Vieux Sages, Merlin eurasiatique » (Université de Nagoya), C. Lecouteux « Merlin : éléments d’étude stratigraphique » ; P. Walter, « Le rire mythique de l’ours Merlin » ; J. Berlioz « Un héros incontrolable ? Merlin dans la littérature des exempla du Moyen Age occidental »
- 8-10 septembre 2000 : colloque « Enfant-Dieu, Est-Ouest depuis l’antiquité à nos jours » (Université de Nagoya), P. Walter « Perceval, fils du Roi des Poissons. Chrétien de Troyes et le conte-type 303 » ; C. Marc « Représentations médiévales du mythe de l’enfant divin »
- 28-30 septembre 2001 : coloque « Oni et démons » (Université de Nagoya), C. Thomasset « Les démons : des encyclopédies médiévales aux croyances populaires » ; P. Walter, « Le père de Merlin et les démons du 3 février » ; D. van Moere, « La musique du démon » ; S. Bruno, « Dame Rokujo, de la victime à la démone » ; N. Hamid, « Les Démons dans la Mythologie iranienne »
- 4-5 septembre 2004 : colloque « Mythologie maritime- dieux et monstres » (Université de Nanzan), P. Walter « Les monstres marins dans le Liber monstrorum, texte latin du VIIIe – IXe siècle »
- 5-7 janvier 2005 : colloque « Le mythe du lièvre blanc » (Université de Tottori), P. Walter « Le lièvre d’Inaba dans le Kojiki : un mythe d’origine de la médecine »
- 9-10 septembre 2006 : colloque « Oiseaux-Vent, esprits qui planent dans l’air » (Université de Hanazono), P. Walter « Le roitelet voleur de feu dans les traditions européennes »
- 8-9 septembre 2007 : colloque « Le voyage vers le ciel » (Université de Hanazono), P. Walter « Le voyage astral des âmes »
- 26-27 juillet 2008 : colloque « Univers imaginaire des étoiles » (Université de Konan), P. Walter « Etoile de naissance, étoile de mort dans le christianisme occidental »
- 5-6 septembre 2009 : colloque « Mythologie de la lumière » (Université de Hanazono), P. Walter « L’arbre illuminé dans la nuit du Graal »
- 3-4 septembre 2010 : colloque « Eros et Anteros » (Nagoya City Archives) ,  P. Walter « L’inceste de Charlemagne et de sa sœur. Essai d’herméneutique d’une rumeur historique au Moyen Age » ; H. Nedjat « Amours mythologiques et poésie lyrique persanes à travers le mythe de Visse et Râmine »
- 1-2 septembre 2011 : colloque « Le crime et le châtiment dans la mythologie » (Université d’Osaka), P. Walter « Le châtiment de Judas dans le Voyage de saint Brendan (XIIe siècle). Un motif d’origine indo-européenne : la roue des réincarnations »
- 1-2 septembre 2012 : colloque « Mythes de l’Au-delà et de l’autre-monde » (Centre Culturel de Chiba), P. Walter « Homère, le Kojiki et Chrétien de Troyes. La maison sacrée du tissage »
- 29-30 aout 2013 : colloque « Origines de la Culture. Céréales, Métaux, Textile » (Université de Chuo), P. Walter « Le mythe d’origine de l’agriculture selon Plutarque (Propos de table IV, 5) »

## Organisation de colloques
- 3 novembre 1996 : "Mythocritique et mythes littéraires", Congrès d’automne de la Société Japonaise de Langue et Littérature Françaises (Université de Nagoya) (intervenants: Simone Vierne, André Siganos, Alain Pessin et K. Watanabe)
- 12 décembre 1998 : "<Yvain> de Chrétien de Troyes et ses homologues européens", Congrès Annuel de la Branche Japonaise de la Société Internationale Arthurienne (Université de Rikkyô, Tokyo)
- 10 octobre 2004 : "La Légende du Graal - reconsidération de son origine et de son développement", 24e Congrès de la Japan Society for Celtic Studies (Université Keio, Tokyo)
- 17 décembre 2005 : "<Le Bel Inconnu> de Renaut de Beaujeu et ses homologues européens", Congrès annuel de la branche japonaise de la Société internationale arthurienne (Université Keio, Tokyo)
- 15 octobre 2011 : "New Trends in Hagiographical Studies", 31e Congrès de la Japan Society for Celtic Studies (Université Chuo, Tokyo)
- 20 octobre 2024 : "<Le Conte du graal> de Chrétien de Troyes et les récits médiévaux qui en dépendent : essai de comparaison à partir du conte 910B du catalogue international ATU", 44e Congrès de la Japan Society for Celtic Studies (Université Chuo, Tokyo)

## Émission de radio
- Sur MRT (Radio de Miyazaki, Kyûshû), 5 décembre 2012: Le mythe de Himuka (production de Ken'ichirô Hara) "Mythologie celtique"

## Activités culturelles franco-japonaises
- 22 septembre 2009 et 30 mars 2010 : Initiation à la culture japonaise. Cours destinés aux élèves de CP de l'Ecole Dunois (Paris, 13e arrondissement).
- octobre 2013 / mars 2014 : Correspondance entre l’école primaire George-Sand (Faches-Thumesnil) (26 élèves de CM1) et l’école primaire Hachiôji Daïroku (Tokyo) (35 élèves de CM1).